# Calycé fille d'Hécato
Pour les articles homonymes, voir Calycé.
Dans la mythologie grecque, Calycé (en grec ancien Καλύκη / Kalýkê), fille d'Hécato, est une nymphe d'une grande beauté, mère de Cycnos, qu'elle conçoit avec Poséidon, selon Hygin et une scholie anonyme sur l'Idylle-Hiéron ou les Grâces (XIV) de Théocrite, 49, faisant aussi témoignage des fragments d'Hellanicos et d'Hésiode.

## Source
- Hygin, Fables [détail des éditions] [(la) lire en ligne] (CLVII).